# Єлизаветівка (Бердянський район)
Єлизаве́тівка —  село в Україні, у Бердянському районі Запорізької області. Населення становить 932 осіб. Орган місцевого самоврядування — Єлизаветівська сільська рада.

## Географія
Село Єлизаветівка знаходиться на правому березі річки Чокрак, вище за течією на відстані 4,5 км розташоване село Єлисеївка, на протилежному березі - село Долинське (Бердянський район). На відстані 1 км розташоване селище Єлизаветівка По селу протікає пересихаючий струмок з загатою.

## Історія
Село засноване 1862 року.
Після ліквідації Приморського району 19 липня 2020 року село увійшло до Бердянського району.

## Населення

### Мова
Розподіл населення за рідною мовою за даними :
| Мова            | Кількість | Відсоток |
| --------------- | --------- | -------- |
| українська      | 683       | 73.28%   |
| російська       | 230       | 24.68%   |
| болгарська      | 8         | 0.86%    |
| вірменська      | 6         | 0.64%    |
| білоруська      | 1         | 0.11%    |
| румунська       | 1         | 0.11%    |
| інші/не вказали | 3         | 0.32%    |
| Усього          | 932       | 100%     |

## Об'єкти соціальної сфери
- Школа.
- Будинок культури.